# 阿傑·德烏根
維沙爾·維魯·德烏根（英語：Vishal Veeru Devgan，1969年4月2日—）或稱藝名阿傑·德烏根（英語：Ajay Devgn），印度男演員、導演及製片人，主要從事印地語電影（寶萊塢）工作。德烏根是寶萊塢的多產演員，出演的電影超過上百部，並贏得了涵蓋印度國家電影獎和印度電影觀眾獎在內的諸多榮譽。2016年，他被印度政府授予第四級公民榮譽獎——蓮花士勳章。
德烏根在動作浪漫電影《鲜花和荆棘》（1991年）中首次亮相，取得了巨大的商業成功，使他一夜成名。之後更主演了多部成功的動作片，如《一見鍾情》（1992年）、《燃烧的心》（1994年）、《勝利之路》（1994年）、《殺父仇人》（1994年）、《危險時刻》（1996年）、《成長》（1998年）、《悲傷》（1999年），他也憑藉浪漫電影《愛》（1997年）、《命中注定的爱情》（1998年）和《何日君能知我心》（1999年）獲得成功。1998年憑藉《心在悲痛》獲得印度國家電影獎最佳男主角。
2000年代，德烏根在商業表現上的成功有限，但時常獲得影評界讚譽。2002年憑藉《革命烈士：巴格特·辛格傳奇》贏得印度電影觀眾評論獎最佳男主角以及第二座印度國家電影獎最佳男主角。2010年，他以三部大片重回票房巨星寶座——《土地》、《开心一组3》及《孟買往事》；之後又帶來了多部票房大片，包括《雄獅》（2011年）、《翻滾吧！巴強》（2012年）、《將領之子》（2012年）、《雄獅回歸》（2014年）、《誤殺瞞天記》（2015年）、《開心一組4》（2017年）、《袭击》（2018年）與《七色彩虹3》（2019年）。2020年，德烏根藉由《塔納吉：無名勇士》贏得第三座印度國家電影獎最佳男主角。
德烏根1999年成立了製片公司——德烏根電影。他與妻子卡約兒育有一女一子。

## 早年及家族
阿傑·德烏根1969年4月2日生於新德里的旁遮普印度教家庭，家族原籍旁遮普邦阿姆利则。他出身自電影世家，父親維魯·德烏根是特技指導兼動作片導演，母親維娜·德烏根（Vishal Veeru Devgan）是電影製片人。表弟安尼·德烏根是電影製片人兼編劇。德烏根畢業於珠瑚的銀灘高中（Silver Beach High School），之後就讀米提拜學院。

## 私生活

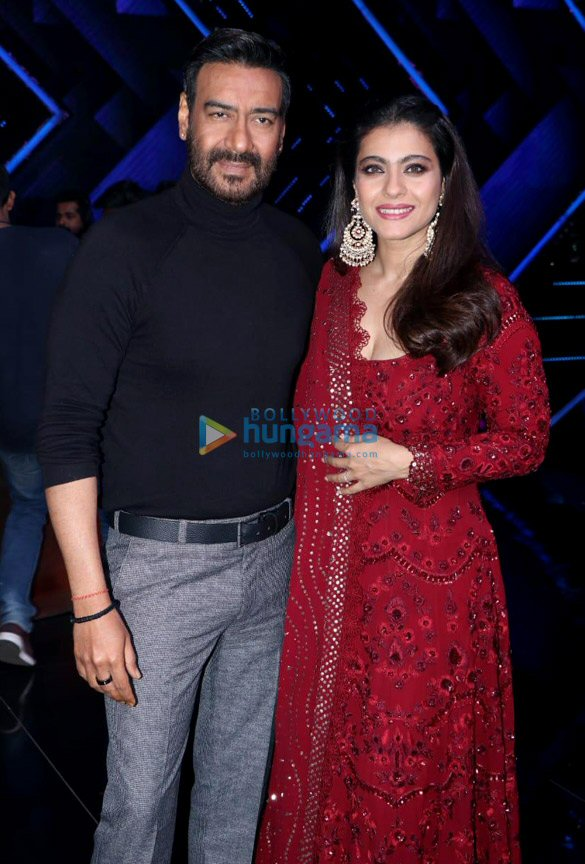
德烏根與妻子卡約兒出席2020年的一場活動

德烏根在拍攝《一見鍾情》（1992年）時與卡麗詩瑪·卡浦爾開始交往，這段關係於1995年結束。同年，德烏根開始與《无谓的渴望》同戲的卡約兒交往。媒體因兩人的性格截然不同，而稱他們為「不太可能的一對」。1999年2月24日，兩人在德烏根家中舉行了傳統的馬哈拉施特拉式印度教婚禮。夫妻倆育有兩個孩子：女兒妮莎（Nysa）生於2003年4月20日，兒子尤格（Yug）生於2010年9月13日。德烏根與卡約兒儲存了剛出生的兒子的臍帶血和組織，作為發生嚴重疾病時的幹細胞來源。
2009年8月，德烏根應家人的要求，將自己的姓氏改為。德烏根是虔誠的濕婆印度教徒，在他的電影中經常佩戴金剛菩提和其他宗教主題的飾品。德烏根是第一位擁有私人飛機的寶萊塢名人，用於前往拍攝地點、宣傳活動及私人旅行。